# 斯科普里水道橋
斯科普里水道橋是位於馬其頓共和國斯科普里郊區的一個羅馬帝國時期的水道橋遺跡。斯科普里水道橋是馬其頓唯一的水道橋遺跡，也是前南斯拉夫地區三個水道橋遺跡中保存狀況最好規模最大的一座水道橋。

## 外部連結
- （馬其頓文） Аквадуктот во Скопје, on site utrinski vesnik
- （馬其頓文） Игор Василевски:Аквадукт Скопје,on site www.architect.mk
- （馬其頓文） Аквaдукт Скопје ... Akvadukt Skopje ... Aqueduct Skopje on site volanskopje (photos) （页面存档备份，存于）

42°01.411′N 021°25.124′E / 42.023517°N 21.418733°E